# Azafenidin
Azafenidin ist eine chemische Verbindung aus der Gruppe der Triazolone.

## Eigenschaften
Azafenidin ist ein weißer Feststoff, der praktisch unlöslich in Wasser ist. Er photolysiert rasch in wässrigen Lösungen.

## Verwendung
Azafenidin wird als selektives Vor- und Nachauflauf-Herbizid gegen breitblättrige Unkräuter und Gräser verwendet. Die Wirkung beruht auf der Hemmung der Protoporphyrinogen-Oxidase.

## Zulassung
Einen Antrag zur Aufnahme in Anhang I der Richtlinie 91/414/EWG stellte 1997 DuPont, dieser wurde jedoch am 4. Dezember 2002 abgelehnt. In Deutschland, Österreich und der Schweiz sind keine Pflanzenschutzmittel mit diesem Wirkstoff zugelassen.